# Eishockey in Krefeld
Eishockey ist in Krefeld eine der beliebtesten Sportarten. Der erste Verein wurde 1936 gegründet. Die Krefeld Pinguine spielten bis 2022 in der höchsten deutschen Spielklasse, der DEL. Ebenfalls erfolgreich war Preussen Krefeld in der Nachkriegszeit, die 1971 den Eishockey-Betrieb einstellten.
In Krefeld gibt es drei Eisstadien, die Rheinlandhalle, die Werner-Rittberger-Halle und die Yayla-Arena. Am 16. Juli 1963 wurde der Deutsche Eishockey-Bund in Krefeld gegründet.

## Willi Münstermann

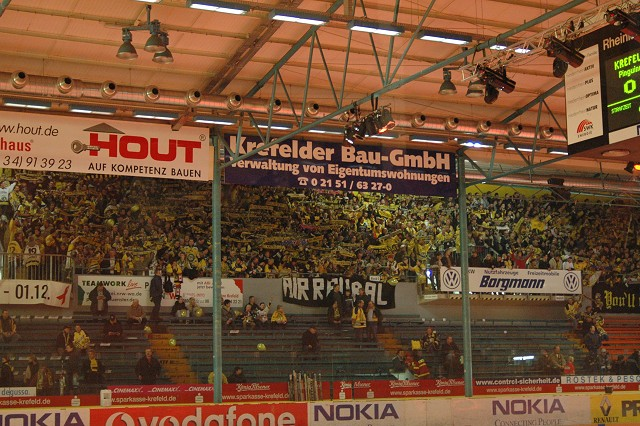
Innenraum der Rheinlandhalle

Nach der Zustimmung der Stadtväter mit einer zeitlich begrenzten Überlassung von Bauland baute Willi Münstermann an der Hindenburgstraße ein Freiluftstadion mit Platz für 8.000 Zuschauer. Auflage der Stadt Krefeld war damals, Stadion und Grundstück nach 50 Jahren Pacht zurückzugeben. Im Winter wurde das Hindenburgstadion – die spätere Rheinlandhalle – als Eisbahn genutzt. Im Sommer rüstete Münstermann das Stadion kurzerhand zu einem Schwimmbad mit Liegestrand um und ließ hierfür Nordseesand herbeischaffen. Statt mit einem Team startete er gleich mit zwei Eishockeymannschaften – mit einem Profiteam aus dem Eishockey-Mutterland Kanada und einem Amateurteam aus Krefeld. Die Übersee-Profis finanzierten sich durch Gastspielreisen ins Ausland selbst und sorgten in Krefeld dank ihrer Erfolge für die nötige Publicity.
Für die Zusammenstellung dieser „German Canadiens“, später im Volksmund „Krefeld-Kanadier“ genannt, engagierte Münstermann den kanadischen Nationaltrainer Bobby Hoffinger. Am 7. November 1936 verfolgten 8.000 Zuschauer das erste Spiel einer Krefelder Eishockeymannschaft. Gegner der Canadiens war der Berliner Schlittschuhclub, damals ein Spitzenclub in Deutschland. Das Spiel endete 0:0. Ein weiteres Spiel gegen Berlin wenige Tage später gewannen die Canadiens mit 2:1. Das Team eilte fortan von Sieg zu Sieg und füllte die Stadien des Deutschen Reiches. Zahlreiche Gastspiele im Ausland brachten einerseits Geld zum Unterhalt des Teams und andererseits internationale Anerkennung. Ein Höhepunkt war das Spiel gegen das WM-Team Kanadas, das vor 8.000 Zuschauern 2:2 endete. Das Amateurteam wurde gleichzeitig für die Zukunft aufgebaut.

## KEV 1936
Aus dem Amateurteam bildete sich der Krefelder Eislaufverein 1936 e. V. – kurz „KEV“ –, der erste Eishockeyverein in Krefeld. Gespielt wurde zunächst mit einer durch zwei Kanadier der „German Canadiens“ verstärkten Mannschaft. Kaum war eine Eishockeysaison in Krefeld gespielt, da war der KEV eine feste Größe und oft hing das Schild „Ausverkauft“ an den Stadiontoren. Nach zwei Jahren hatten die Krefelder so viel Zuspruch an Sportlern, dass die „eingekauften“ Kanadier verabschiedet wurden.
Der Zweite Weltkrieg forderte auch in Krefeld seine Opfer, und so war der Eishockeysport in Krefeld dem Ende nahe. Willi Münstermann war es aber, der das Eishockey in Krefeld erneut wiederbelebte. Unter der englischen Besatzungsmacht erreichte er die Renovierung des Stadions und 1946 wurde in Krefeld die Rheinische Meisterschaft ausgerichtet. Um den Aufbau einer neuen Mannschaft kümmerte sich der Ex-„German Canadien“ Frank Schwinghammer, der zu diesem Zweck sofort nach dem Krieg aus Kanada nach Krefeld zurückkehrte. Das war auch die Zeit, als sich mit dem KTSV Preußen ein zweiter Krefelder Eishockeyverein gründete.

## Deutscher Meister 1951

### Die erste Meisterschaft
In der Saison 1950/51 gewann der KTSV Preussen Krefeld zum ersten Mal die deutsche Meisterschaft. Am 2. März 1951 kam es im ausverkauften Eisstadion zum entscheidenden Spiel gegen den EV Füssen. Tausende Fans, die kein Ticket mehr ergatterten, harrten vor den Stadiontoren aus. Die Preußen bezwangen nach einem 0:2-Rückstand den EV Füssen mit 3:2. Herausragende Spieler des Meisterteams aus Krefeld waren neben dem Schweden Gösta „Lulle“ Johansson, Torhüter Heinz Wackers, Ēriks Koņeckis, Walter Kremershof, Rudi Weide und Herbert Schibukat.

## Deutscher Meister 1952

### Die zweite Meisterschaft
Ein Jahr später kam auch der KEV zu Meisterehren. Preußen Krefeld wurde beim SC Riessersee derart dezimiert, dass an eine erneute Meisterschaft nicht mehr zu denken war. Die Mannschaft des KEV stand nach Ende der Punkterunde mit dem SC Riessersee auf Platz eins, so dass in einem Entscheidungsspiel der Meister ermittelt werden musste. Am 12. März 1952 fand dieses im Mannheimer Stadion statt. Nach einem zwischenzeitlichen 4:4-Unentschieden drehten die Krefelder Akteure nochmals auf. Alle Angriffsbemühungen der Bayern scheiterten an der hervorragenden KEV-Verteidigung, die mit Torwart Ulli Jansen einen sicheren Rückhalt hatte. Der KEV siegte durch zwei weitere Treffer von Pescher und Walter Schmidinger mit 6:4 Toren. Das war die erste Meisterschaft für den KEV und die zweite für Krefeld.

## Eishockey-Weltmeisterschaft 1955
Mit dem Austragungsort Krefeld war die Weltmeisterschaft 1955 ein Erfolg. Mehr als 10.500 Zuschauer in der überfüllten – inzwischen überdachten – Rheinlandhalle sahen damals im Finale einen 5:0-Sieg des kanadischen Weltmeisterteams gegen die Mannschaft aus Russland.
Nach der Weltmeisterschaft zog sich Willi Münstermann aus der Eishockey-Szene zurück und nun fehlten Geld und Unterstützung. Es folgten interne Machtkämpfe und die Fronten zwischen den Preußen und dem KEV verhärteten sich. Beide Vereine mühten sich um den Anschluss an die Spitze des deutschen Eishockeys, kämpften aber meist gegen den Abstieg. Die Preußen mussten dabei zweimal den Weg in die Zweitklassigkeit gehen. Die finanziell stark angeschlagenen Preußen gaben im Juli 1971 auf und stellten den Spielbetrieb ein. Der Preußen-Bestand wurde durch den KEV übernommen. Zunächst konnte der KEV von diesem Personalzuwachs nicht profitieren und kämpfte – obwohl verstärkt durch gute junge Spieler aus Schweden, Kanada und der Tschechoslowakei – noch drei weitere Spielzeiten gegen den Abstieg aus der Bundesliga.

## Vizemeister 1977
Mit Beginn der Saison 1974/75 schaffte der KEV die Trendwende. Neben einem neuen Trainer – Jiri Pokorny – wurden hervorragende Spieler verpflichtet: Der tschechische Torhüter Jan Marek, die Stürmer Miro Slezak und Günther Kaczmarek, sowie die Abwehrstrategen Frank Neupert, Harald Kadow und F. X. Müller. Außerdem kam der Holland-Kanadier Dick Decloe nach Krefeld. Decloe wurde in den folgenden Jahren mit Hilfe seines wichtigsten Zuspielers Lothar Kremershof zum mehrfachen Torschützenkönig in der Bundesliga. Später stießen weitere Leute wie Wolfgang Hellwig und der Schwede Stefan Karlsson hinzu. Weitere Spieler im Kader des KEV waren u. a. Im Tor: Wolfgang Soltau (kam ursprünglich aus der Jugend von Preussen Krefeld, mehrfacher Junioren Nationaltorwart), in der Verteidigung: Jochen Metz, Krefelder Eigengewächs, Dirk Kempkes, kam aus der Juniorenmannschaft des KEV; Stürmer: Hansi Schaub, Klaus Krawinkel (beides bekannte Krefelder Spieler) sowie Vaclav Koukal, als alter Routinier. Am Ende sprang der dritte Platz heraus, in der darauffolgenden Saison 1975/76 wurde man Vierter.
Einen weiteren Aufschwung gab es mit der Spielzeit 1976/77. Mit dem Supermarkt-Großhändler Heinz Holtschneider als neuem Vorsitzenden wurde ein finanzkräftiger Mann gefunden. Die Mannschaft wurde weiter verstärkt und nun die Meisterschaft als Ziel ins Visier genommen. Trainer wurde Otto Schneitberger, der mit der letzten Saison seine aktive Laufbahn beim KEV beendete. Petr Hejma und die Gebrüder Guggemos wurden verpflichtet und Dick Decloe brachte aus Kanada einen Verteidiger mit: Vic Stanfield. Stanfield entpuppte sich als einer der stärksten Verteidiger der Liga und wurde später zu einem Krefelder Idol. Seine Rückennummer 4 wird heute in Krefeld nicht mehr vergeben. Mit dieser Mannschaft setzte sich der KEV im Laufe der Saison mehrfach an die Tabellenspitze. Die Rheinlandhalle war fast immer ausverkauft. Zum Titelgewinn reichte es letztlich nicht. Am Saisonende erreichte der KEV die Vizemeisterschaft 1977.

## EHC Krefeld 1978
Auch in der Saison 1977/78 befand sich Krefeld weiterhin im Eishockeyfieber. Das nahezu unveränderte Team lag zum Jahreswechsel an der Tabellenspitze. Am Ende der Saison lag der KEV auf dem vierten Platz. Es wurde eine neue Mannschaft formiert und mit Danny Malone ein neuer Trainer engagiert. Doch dieses neue Team sollte nie ein Spiel austragen. Im Juli 1978 musste beim Amtsgericht Krefeld der Konkurs beantragt werden. Man hatte sich in den Vorjahren finanziell übernommen und Schulden in den Bilanzen nicht richtig ausgewiesen. Alle Rettungsversuche scheiterten und 4. August 1978 entzog der DEB dem KEV die Lizenz endgültig.
Nach dem Konkurs des KEV musste man in der viertklassigen Regionalliga neu beginnen. Der EHC Krefeld als Nachfolgeverein des KEV startete unter dem Vorsitz von Willy Furth mit einem Team aus Juniorenspielern und alten, längst inaktiven Bundesligaspielern. Trainer wurde Remy Wellen, der sich auch als Spieler zur Verfügung stellte. Das Team war für die Regionalliga überqualifiziert und seinen Gegnern überlegen. Die Konkurrenten des EHC wurden bisweilen besiegt und es kam zu absurden Ergebnissen. So unterlag der RSC Bielefeld vor über 4.000 Zuschauern in der Rheinlandhalle mit 0:48. Der Aufstieg in die Oberliga wurde geschafft.
Hier zur Erinnerung die Namen aller Spieler aus der Saison 1978/79:
- Tor: Helmut Jentges, Hans-Richard „Henne“ Obermann, Carlo Jahr
- Verteidigung: Thomas Jentges, Manfred Sieburg, Vladimir Potucek, Horst Schüten, Dieter Schirbach, Werner Oberheidt, Jürgen Scherberich
- Sturm: Laurens Keussen, Frank Hakenewert, Frank Grünen, Uli Wyes, Bernd Hadamik, Dirk Kempkes, Paul Pawelczyk, Horst Metzer, Roland Kisler, Helmut Remen, Bernd Peltzer, Christophe Roessli
- Trainer: Remy Wellen

Mit dem Aufstieg in die Oberliga 1979/80 wurde das Team fast völlig neu strukturiert. Die meisten der im Vorjahr reaktivierten Ex-Bundesligaspieler erklärten ihren endgültigen Rücktritt. Wertvollste Neuzugänge waren Fritz Rottluff und die beiden Kanadier Francis „Buddy“ Power und Gordon Stanfield, ein jüngerer Bruder von Vic Stanfield. Mit dem früheren Nationalspieler Horst Ludwig als Trainer sollte nun der direkte Durchmarsch in die 2. Bundesliga gelingen. Letztlich gelang dies auch, obwohl der KEV den Aufstieg sportlich zunächst knapp verfehlte. Der am Ende besser platzierte Hamburger SV erklärte aus finanziellen Gründen seinen Aufstiegsverzicht und der EHC durfte als Aufsteiger nachrücken.

### Aufstieg in die 2. Bundesliga
Mit der Saison 1980/81 startete der EHC – ab 1981 wieder unter dem Namen „KEV 1981 e. V.“ – in eine elf Jahre andauernde Zweitklassigkeit. Oft gehörte der KEV durchaus zum Kreis der Aufstiegsaspiranten, doch – obwohl immer wieder namhafte Spieler wie z. B. die Rückkehrer Vic Stanfield, Lothar Kremershof und Günther Kaczmarek und exzellente Torjäger aus Übersee wie Ken Kuzyk, Kenny Brown oder NHL-Star Bob Crawford verpflichtet wurden – gelang erst 1991 unter Führung des Vorsitzenden Uli Urban der Wiederaufstieg in die 1. Bundesliga.

### Aufstieg in die 1. Bundesliga
Nach dem Saisonstart 1990/91 stand der KEV am Tabellenende und Uli Urban vollzog während der laufenden Saison einschneidende Änderungen am Team. Mit Mike Zettel wurde ein kanadischer Trainer verpflichtet und der 44fache tschechischen Nationaltorhüter „Hexer“ Karel Lang, Torjäger François Sills und der Techniker Peter Jedrus unter Vertrag genommen. In der Folge eilte die Mannschaft um dem Mannschaftskapitän Uwe Fabig beinahe von Sieg zu Sieg und erreichte am Ende in der Aufstiegsrunde den zweiten Platz. Damit spielte der KEV mit dem Bundesliga-Vorletzten PEV Weißwasser den zwölften Platz im Oberhaus aus. Im entscheidenden dritten Spiel besiegte der KEV vor 6.000 Zuschauern den Kontrahenten aus dem Osten mit 6:1 und schaffte die Rückkehr in die höchste Spielklasse. Großen Anteil an dieser Entwicklung hatte über die Jahre hinweg der Spieler mit der Nr. 1 im Tor. Karel Lang, im Aufstiegsjahr zum KEV gestoßen, wurde zum Publikumsliebling in Krefeld. 1995 stand der KEV erneut vor dem Aus, als der damalige erste Vorsitzende Hans-Ulrich Urban im Sommer den Weg zum Konkursrichter gehen musste. Diesmal fruchteten die Rettungsversuche und die Lizenz für die Saison 1995/96 wurde erteilt. Im Sommer 1995 wurde die KEV Pinguine Eishockey GmbH gegründet, die die Lizenz für den KEV in der inzwischen gegründeten Deutschen Eishockey Liga hält. Seit dem Wiederaufstieg in die höchste deutsche Spielklasse erreichte das Krefelder Team fast immer die Play-offs und konnte 1995 bis ins Halbfinale vorstoßen.

## Deutscher Meister 2003

### Die Play-offs 2003

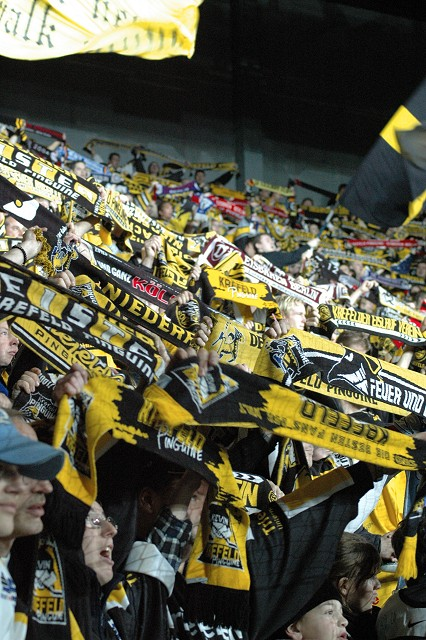
KEV Fans

In die Play-offs 2003 zogen die KEV Pinguine als Sechstplatzierte ein. Im Viertelfinale traf die Mannschaft zunächst auf die DEG Metro Stars, gegen die sie sich mit 4:1-Siegen durchsetzten. In den Halbfinals traf das Team auf die Eisbären Berlin. Die Eisbären gewannen das erste Spiel mit 4:1, bevor der KEV in den folgenden drei Begegnungen siegte und das Finale erreichte.
In der Finalserie traf die Mannschaft auf die Kölner Haie und entschied die ersten beiden Begegnungen der Serie für sich. In Spiel drei und vier siegten die Haie mit 3:2 und 3:2 n. V. und glichen in der Serie aus. Das entscheidende fünfte Spiel der Serie wurde in der KölnArena ausgetragen. Die Pinguine gewannen nach einem 0:1-Rückstand durch Tore von Günter Oswald, Christoph Brandner und Steffen Ziesche mit 3:1. Nach 1951 und 1952 bedeutete dies die dritte deutsche Eishockey-Meisterschaft für Krefeld.

## Nach der Meisterschaft

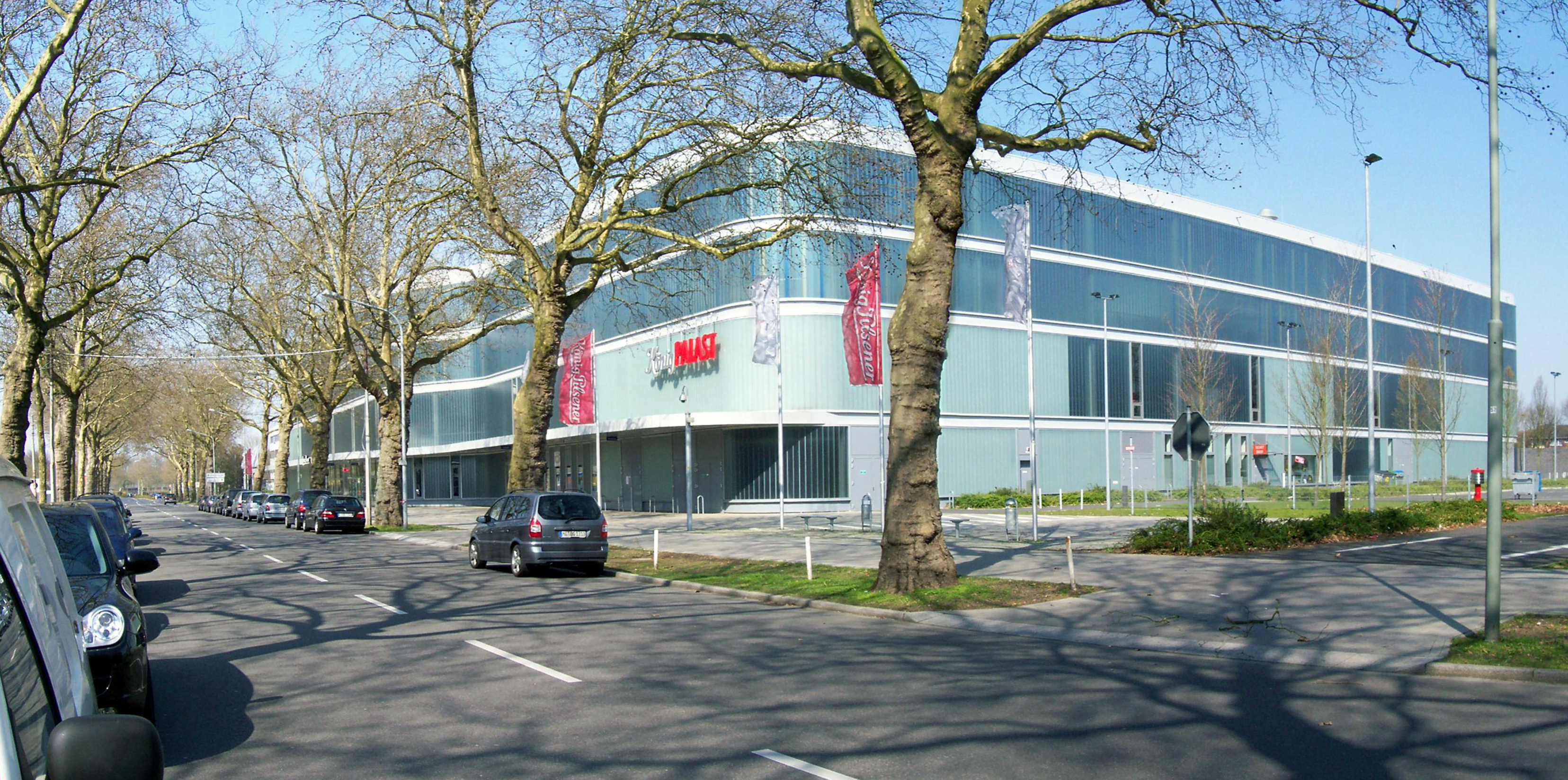
Königpalast, heute Yayla-Arena

Die Erwartungen für die nächste Saison waren freilich hoch gesteckt, dennoch konnten die Krefeld Pinguine an ihren Erfolg nicht mehr anknüpfen. Zu viele Meisterspieler verließen den Verein. So wurden die Play-offs sowohl in der Saison 2003/04 wie auch 2004/05 verpasst.
Schon vor der Meisterschaft war der Bau einer neuen Multifunktionsarena beschlossen worden und so konnte im Dezember 2004 der KönigPALAST eingeweiht und die Rheinlandhalle in einer Zeremonie verabschiedet werden.

## SC Krefeld/EHC Krefeld Niederrhein
Parallel zur Gründung des EHC Krefeld 1978 erfolgte am 22. März 1978 die Gründung des Schlittschuh-Clubs Krefeld 1978 e. V. durch Studenten der Fachhochschule Niederrhein. Der Verein beschränkte sich von Anfang an auf Amateureishockey. Ab 1979/80 spielte die Mannschaft in der Landesliga NRW. Im Jahr 1979 musste sich der Verein Eiszeiten von der Stadt Krefeld gerichtlich erstreiten. In den folgenden Jahrzehnten spielte das Team in verschiedenen Ligenstufen des Landesverbandes NRW.
Im Januar 2009 wurde die Eishockeyabteilung des SCK unter dem Namen EHC Krefeld Niederrhein e. V. ausgegliedert. Als Beinamen gab sich der Verein den Namen Preussen und benutzt auch ein Logo mit dem traditionellen Adler der Preussen Krefeld. Mit der Ausgliederung wurde der Club auch professioneller geführt, unter anderem von Ex-Nationalspieler Udo Kießling. In der Folge stieg der Verein zweimal auf und spielte in der Saison 2010/11 in der fünftklassigen NRW-Liga. Der Spielbetrieb wird dabei vom DEC Deineishockeyclub durchgeführt, bei welchem, ähnlich wie beim Vorbild Ebbsfleet United, die Mitglieder über ein Internetportal direkten Einfluss auf die Geschäftsführung des Vereins nehmen können. So wurde zum Beispiel zwei Mal ein Aufstieg am Grünen Tisch von den Mitgliedern abgelehnt. Die Spiele des EHC fanden in der Rheinlandhalle statt.

### Preussen Krefeld 2011/12
Zur Saison 2011/12 wurde durch den EHC Krefeld und den KEV 81 die Spielgemeinschaft Preussen Krefeld gegründet, die mit der Lizenz des EHC Krefeld Niederrhein an der Oberliga West teilnahmen. Die Preussen wurden mit Spielern aus der Juniorenmannschaft des KEV verstärkt. Hintergrund waren angedrohte Strafzahlungen, da sie jeweils keine Nachwuchs- bzw. keine Seniorenmannschaft gemeldet hatten. In der darauffolgenden Saison 2012/13 wurde die Kooperation wieder beendet. Der KEV 81 übernahm für eine Saison den Startplatz in der Oberliga, der EHC Krefeld startete in die Bezirksliga NRW. 2013 konnte der EHC in die NRW-Liga aufsteigen, 2014 stellte er den Spielbetrieb ein.

## Lothar-Kremershof-Cup
In Gedenken an den verstorbenen Spieler und Trainer Lothar Kremershof fand 2004 der erste Lothar-Kremershof-Cup statt. Veranstalter sind die Big-Old-Boys, das Traditionsteam des Krefelder EV. Viele Gäste und Mannschaften, darunter Vic Stanfield, Bruce Hardy, Dick Decloe, Johnny Walker, Steve McNeal, Francois Sills, Jim Hoffmann und Eishockeylegenden wie Karel Lang, Willi Mühlenhaus, Uwe Schaub und Uwe Fabig machten das Turnier zu einem Erfolg. Das Traditionsteam der Düsseldorfer EG gewann das Turnier.
Im November 2005 fand der 2. Cup statt. Diesmal setzten sich das Traditionsteam der Kassel Huskies, die „Kassel Beck’s Boys“ im Endspiel gegen die Krefelder durch und entschieden das Turnier für sich. Das abendliche All-Star-Game wurde durch den Auftritt der Hanson-Brothers (Jeff Carlson, Steve Carlson und David Hanson) aus dem Film „Schlappschuss“ zu einem Erfolg.
2006 fand der 3. Lothar-Kremershof-Cup erneut in der Rheinlandhalle und teilweise auch im Königpalast statt. Bei dieser Auflage des Turniers sicherte sich das Traditionsteam der Krefelder, die „Big Old Boys“ den Turniersieg.
Auch 2007 gab es wieder eine Neuauflage des „LoLa-Cup“. Am 2./3. November 2007 waren die „Big Old Boys“ wieder der Ausrichter und somit ging der LoLa-Cup in seine 4. Auflage. Sieger wurden wieder die BoB's, welche somit ihren Titel verteidigten. Ein All-Star-Game fand in diesem Jahr zum ersten Mal nicht statt.